# Чесночный соус

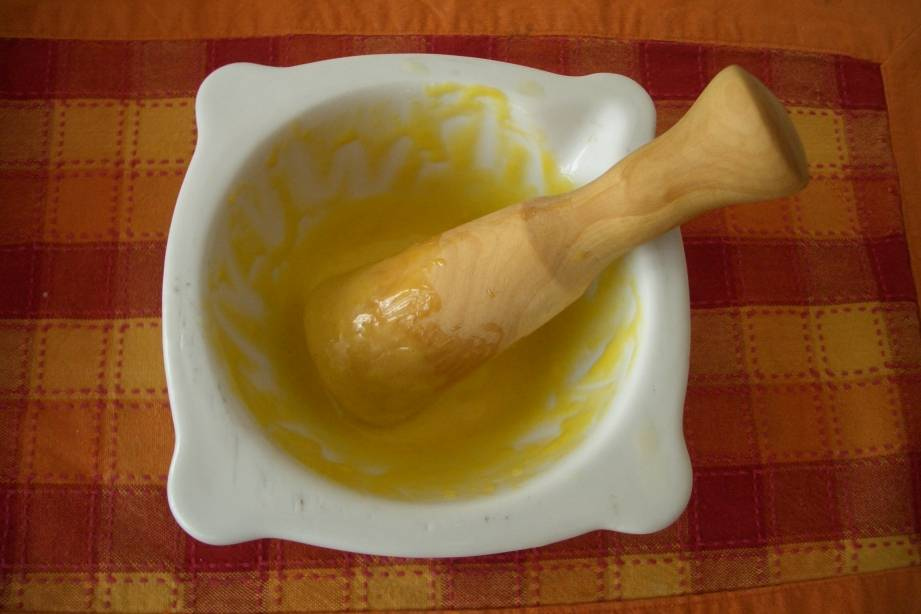
Пример чесночного соуса — айоли

Чесно́чный со́ус — соус, главным компонентом которого является чеснок. Чесночный соус используется для приготовления различных блюд всемирной кухни. Соус добавляется в самом конце приготовления блюда, так как при тепловой обработке он меняет запах.
В итальянской кухне чесночный соус используется практически во всех блюдах. Края пиццы мажут кисточкой, смоченной в чесночном соусе.

## Приготовление и применение
Чесночный соус представляет собой чеснок, перетёртый при помощи блендера или ступы в однородную массу при постепенном добавлении небольшого количества растительного масла. Срок годности чесночного соуса составляет 7—10 дней. Чесночный соус подаётся как заправка к салатам, пицце. Соус употребляют отдельно: с хлебом или фастфуд-блюдами. Также его смешивают со сметаной и майонезом.

## Муждей

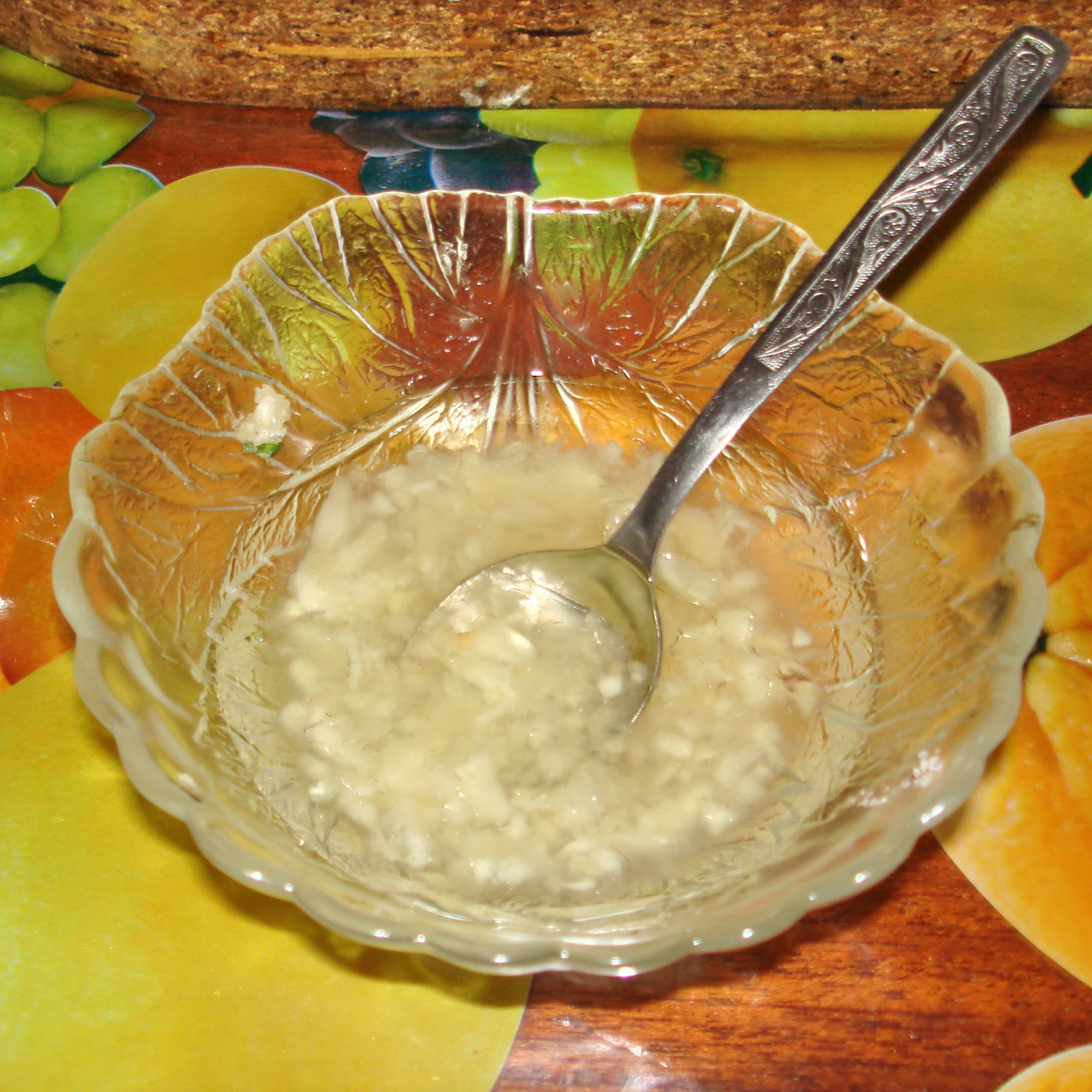
Муждей

Мужде́й (рум. mujdei) — чесночный соус, распространённый в Румынии и Молдавии. Приготавливается из чеснока, соли и мясного или овощного бульона (молдавский муждей). Чеснок толкут с солью в ступке до образования однородной массы и разводят мясным или овощным бульоном. Иногда добавляют уксус. Муждеем заправляют овощные блюда, также его часто подают к блюдам из рыбы, мяса и домашней птицы, особенно если они готовились на гратаре.